# Gewerkschaftshaus Istropolis

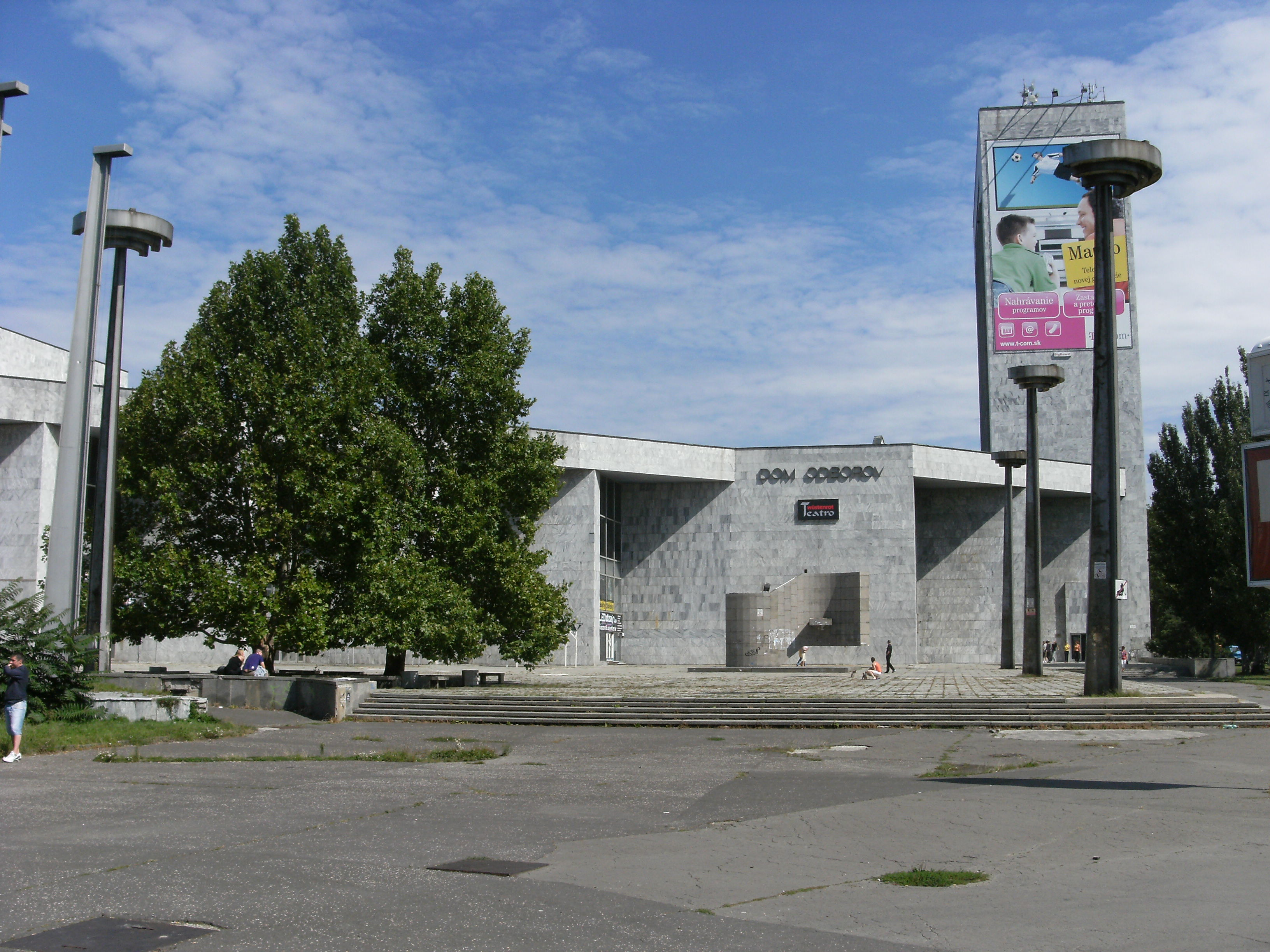
Das Haus im Jahr 2010

Das Gewerkschaftshaus Istropolis (slowakisch Dom odborov Istropolis, nach dem alten gräzisierenden Namen der Stadt, wörtlich „Donaustadt“) war ein Kultur- und Kongresszentrum in der slowakischen Hauptstadt Bratislava von seiner Gesamtfertigstellung im Jahr 1981 bis zum Abriss 2022. Es befand sich am Platz Trnavské mýto im Stadtteil Nové Mesto nordöstlich des Stadtzentrums.

## Geschichte
Auf einem Teil des Areals des späteren Gewerkschaftshauses stand seit 1832 das Berchtold-Palais mit einem Park. Zu einem späteren Zeitpunkt wurde der Park in den „Zentralen Freiluftmarkt“ der Stadt umgewandelt.
1956, also zur Zeit der sozialistischen Tschechoslowakei, wurde ein anonymer Wettbewerb für ein Projekt eines Kultur- und Kongresszentrums ausgeschrieben. Dieser wurde vom Trio der Architekten Ferdinand Konček, Iľja Skoček und Ľubomír Titl gewonnen. Zur Vollendung dauerte es aber noch 25 Jahre, unter anderem weil das Projekt laufend geändert worden war. Somit wurde das ganze Komplex etappenweise errichtet, beginnend mit der Fertigstellung eines 16-stöckigen Verwaltungsgebäudes im Jahr 1967. 1971 folgte das Haus der Technik (slow. Dom techniky), 1974 das Kinder- und Jugendhaus (slow. Dom detí a mládeže). Als letztes wurde das damals Haus der revolutionären Gewerkschaftsbewegung (slow. Dom Revolučného odborového hnutia, kurz Dom ROH) fertiggestellt, da unter anderem der Entwurf für das große Saal neu ausgearbeitet werden musste, um der Forderung der regierenden Kommunistischen Partei der Tschechoslowakei, die das Haus für ihre Parteitage und Kongresse nutzen wollte, gerecht zu werden. Die Bedeutung des neuen Hauses wurde durch die Fassade aus kubanischem Marmor (ein Geschenk des kubanischen Präsidenten Fidel Castro) hervorgehoben. Das Berchtold-Palais musste dabei dem Neubau weichen. Die feierliche Eröffnung fand am 13. Februar 1981 statt.
Im fertiggestellten Haus befand sich ein großes Saal mit 1170 Plätzen, ein Kinosaal mit 513 Plätzen sowie ein Festsaal mit variierender Kapazität von 220 bis 480 Plätzen. Hier konzertierte gelegentlich die Slowakische Philharmonie, in den 1980er Jahren war es Austragungsort des Musikfestivals Bratislavská lýra, dazu wurden hier Konzerte, Festivals, Musicals, Folkloreprogramme wie der der slowakischen Ensembles Lúčnica oder SĽUK ausgetragen. Ab 2004 war hier das Teatro Wüstenrot, ein auf Komödien und Musicals orientiertes Theaters, untergebracht.
Nach der Samtenen Revolution im Jahr 1989 erhielt das Kultur- und Kongresszentrum den Namen Istropolis und wurde Eigentum der Gewerkschaften, verfiel aber samt Umgebung wegen unzureichender Wartung. Ein Versuch des Stadtteils Nové Mesto, das Gebäude zu erwerben, endete erfolglos. 2017 verkauften schließlich die Gewerkschaften das Haus an einen privaten Investor, der umgehend mit der Planung eines neuen Projekts namens Nový Istropolis begann. Mit der Vorstellung des Projekts durch die Immobiliengesellschaft Immocap entbrannte eine teils hitzige Diskussion um die Zukunft des Geländes sowie um den Wert dieses Werks der Nachkriegsmoderne in der Slowakei. Während der Investor mit dem maroden Zustand des Gewerkschaftshauses und der Möglichkeit der Erneuerung argumentierte, wandten sich ein Teil der Öffentlichkeit, Fachöffentlichkeit und insbesondere der slowakische Ableger der internationalen Vereinigung Docomomo gegen den Abriss und forderten die Erklärung zum Nationalen Kulturdenkmal. Die Stadt Bratislava und der Stadtteil Nové Mesto bestanden auf der Beibehaltung der kulturellen Funktion bei einem eventuellen Umbau, zu der sich der Investor bereit erklärt hatte. Nach der Erteilung der Abrissgenehmigung im Januar 2022 begann der Rückbau, wobei Kunststücke und der kubanische Marmor zwischengelagert und wiederverwendet werden sollen.